# Carl Hertel (Richter)
Carl Hertel, auch Karl Hertel, (* 23. Juli 1879 in Düsseldorf; † 5. April 1958 in Wolbeck, Westfalen) war ein deutscher Reichsgerichtsrat und Richter am Bundesgerichtshof.

## Leben
Der Sohn eines katholischen Hofglasmalers studierte Jura in Heidelberg, Bonn und Leipzig, wo er 1903 promoviert wurde. In Heidelberg war er Mitglied der katholischen Studentenverbindung KStV Palatia Heidelberg. Er bestand die juristischen Staatsprüfungen 1902 und 1908 mit „ausreichend“. 
Zum Gerichtsassessor wurde er 1908 ernannt und war 1909 am Amtsgericht Düsseldorf tätig. 1913 wurde er Landrichter am Landgericht Mönchengladbach. Im Ersten Weltkrieg nahm Hauptmann der Reserve teil und war hochdekoriert. 1919 wurde er Vorsitzender in der Kammer für Handelssachen in Mönchengladbach. Am Neujahrstag 1924 wurde er zum Landgerichtsdirektor in Düsseldorf befördert. Mitte Juli 1931 wurde er als Hilfsrichter an Reichsgericht berufen. 1932 wurde er zum Reichsgerichtsrat ernannt. Er war im IV., V. Strafsenat, II. und zuletzt im V. Zivilsenat tätig. 1937 wurde er kurzzeitig im IV. Zivilsenat eingesetzt. Er wurde im März 1943 wegen Dienstunfähigkeit in den Ruhestand versetzt. Er war kein Parteimitglied. Nach Kriegsende wurde er 1946 Richter am Landgericht Kempten. Von 1946 bis 1947 arbeitete er als Richter beim Kassationshof München und von 1947 bis 1948 als Präsident der Berufungskammer Kempten. 1949 wurde er Präsident der Berufungskammer Augsburg. Im selben Jahr beförderte man ihn zum Senatspräsidenten beim Kassationshof München. 1950 ernannte man ihn zum Bundesrichter in Karlsruhe als Mitglied des V. Zivilsenates, der im Zuschnitt dem Reichsgericht ähnelt, was von der Berufungspolitik des ersten BGH-Präsidenten Weinkauff beabsichtigt war. Nach den damaligen Bestimmungen trat er mit Vollendung des 72. Lebensjahres am 1. Mai 1952 endgültig in den Ruhestand.

## Ehrungen
- 20. April 1938: Silbernes Treudienst-Ehrenzeichen
- 9. Oktober 1939: Goldenes Treudienst-Ehrenzeichen
- 1953: Verdienstkreuz (Steckkreuz) der Bundesrepublik Deutschland
- 1957: Großes Verdienstkreuz der Bundesrepublik Deutschland